# بولینگ گرین (ایندیانا)
بولینگ گرین (به انگلیسی: Bowling Green) یک منطقهٔ مسکونی در ایالات متحده آمریکا است که در شهرستان کلی، ایندیانا واقع شده‌است. بولینگ گرین ۹۵۳ نفر جمعیت دارد و ۱۹۹٫۰۴ متر بالاتر از سطح دریا واقع شده‌است.